# Domne (escriptor)
Domne (en llatí Domnus, en grec Δόμνος) va ser un escriptor romà que va escriure un comentari sobre els Aforismes d'Hipòcrates. Aquest comentari es va atribuir erròniament a Oribasi.
Va ser un autor molt tardà, va viure probablement al segle v o potser al segle vi.